# Луцький ґебіт
Лу́цький ґебі́т, або Лу́цька окру́га (нім. Kreisgebiet Luzk) — адміністративно-територіальна одиниця генеральної округи Волинь-Поділля Райхскомісаріату Україна, центром якої був Луцьк.

## Історія
Луцьку округу офіційно утворено о 12.00 год. 1 вересня 1941 року у складі генеральної округи Брест-Литовський. Вона охоплювала території міста Луцьк та Ківерцівського, Колківського, Луцького, Олицького, Піддубцівського, Рожищенського, Сенкевичівського, Торчинського і Цуманського районів тодішньої Волинської області УРСР.
3 грудня 1942 року частина Цуманської округи лісонагляду (територія Кадищенської сільської управи і Олицького лісгоспзагу) перейшла від Олицького району до Цуманського, частина Цуманського району (Софіївка з колонією Мар'янівка, Діброва, Ігнатівка та колонія Дворище, Домашів із колонією Великий Ліс, Журовичі) увійшла до Ківерцівського району, а іншу частину Цуманського району (Черниж із Антонівкою і колонією Нешест, Гораймівка зі Селищем, Матвійки з колонією Милащів, Красноволя з Погулянкою, Тільчий (?) із Нешегівкою, Вовче з колонією Неруче, Калинівка з Ладесою, Самости, Дубова і колонія Заулок, Холоневичі, Липне, Кости з колонією Борщеве, колонія Заугольці та колонія Глобучок, Знамирівка із Затишшям та колонія Боларка) було передано до складу Колківського району. 20 квітня 1943 село Брище, що належало до Луцького сільського району округи, було перейменовано на Генріхсвальде (Heinrichswalde). 1 травня 1943 відбулося перейменування села Вишнів на Меколаївку (нім. Mekolajiwka).
У Луцьку видавався часопис «Український голос», редактором якого був: Володимир Постригам (1941—1942), Анатоль Дублянський (1942—1944). Директором видавництва був Юрій Костянтинів. Збереглися випуски з 17 вересня 1941 по січень 1944 рік. 1943 року в німецькій друкарні Луцька було нелегально випущено тижневу газету Волині та Поділля «Клич». З 30 вересня 1943 року у місті також виходив журнал «Український хлібороб», редактором якого був Петро Колесник і який видавався Сільськогосподарським видавництвом України, що теж містилося у Луцьку. В останньому друкувався і німецькомовний київський двомісячник «Німецький хазяїн» (нім. Der deutsche Landwirt; жовтень 1942—1943), редактором якого був Зіфкен. Крім того, у Луцьку виходила ще низка німецькомовних видань: щоденна газета «Німецька газета України» (нім. Deutsche Ukraine-Zeitung), яка також друкувалася і в Києві, тижневик «Українська пошта» (нім. Ukraine-Post; 18 липня 1942 — вересень 1943) та, можливо, «Центральні відомості державного комісара» (нім. Centralblatt der Reichskommissars) і «Розпорядження державного комісара» (нім. Verordnungsblatt der Reichskommissars).
2 лютого1944 року адміністративний центр округи захопили радянські війська.

## Адміністративно-територіальний поділ
Станом на 1 вересня 1943 Луцький ґебіт належав до генеральної округи Волинь-Поділля і поділявся на 10 районів:
- район Ківерці (нім. Rayon Kiwerzy)
- район Колки (нім. Rayon Kolki)
- міський район Луцьк (нім. Rayon Luzk-Stadt)
- сільський район Луцьк (нім. Rayon Luzk-Land)
- район Олика (нім. Rayon Olyka)
- район Піддубці (нім. Rayon Poddubzy)
- район Рожище (нім. Rayon Rosyshtsche)
- район Сенкевичівка (нім. Rayon Senkewytschiwka)
- район Торчин (нім. Rayon Tortschyn)
- район Цумань (нім. Rayon Zuman).[3]